# Atos de João

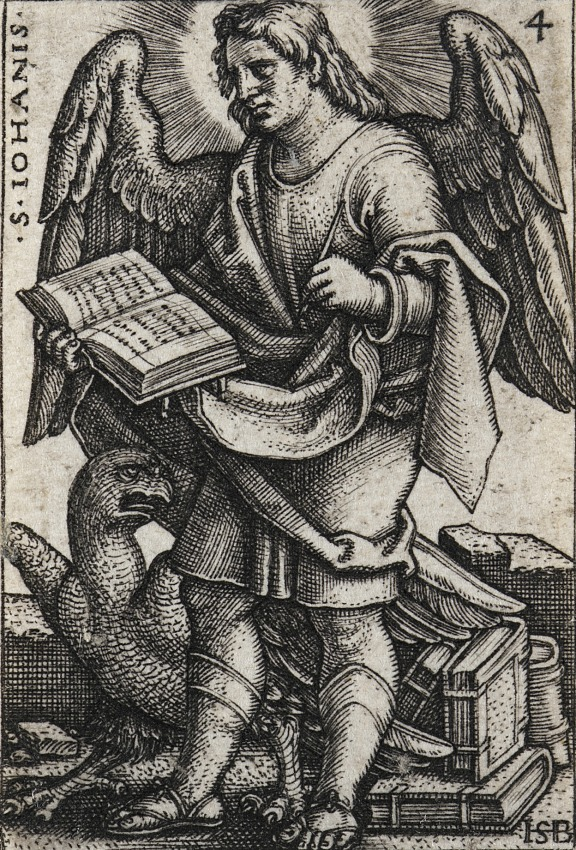
João evangelista, por Hans Sebald Beham.

Atos de João, também conhecido como Evangelho Gnóstico de João é reprovado pelas igrejas católicas e protestantes. Nele narra-se a dança que Jesus Cristo fez com seus apóstolos e é acompanhado com um versículo de Mateus. Provavelmente composto em Edessa no fim do século II por um autor de nome Leucius Charinus, que viveu na Síria e provavelmente foi discípulo de João.